# Хусейнова, Абира Амановна
Хусейнова Абира Амановна (узб. Huseynova Abira Amanovna; род. 1958, Бухара, Узбекская ССР, СССР) — узбекский государственный деятель, доктор философских наук, член Сената Олий Мажлиса Республики Узбекистан IV созыва, начальник Бухарского областного управления научно-практического исследовательского центра «Оила» при Кабинете Министров Республики Узбекистан.

## Биография
Хусейнова Абира Амановна родилась в 1958 году в городе Бухара, Узбекская ССР. С декабря 2016 года — заведующая кафедрой философии и социально-гуманитарных наук Бухарского государственного медицинского института им. Абу Али Ибн Сина.
В 2020 году избрана в Сенат Олий Мажлиса Республики Узбекистан IV созыва. Является начальником Бухарского областного управления научно-практического исследовательского центра «Оила» при Кабинете министров Республики Узбекистан. 

## Награды
В 2021 году была награждена орденом «Дустлик».